# Aeroportul Dukuduku
Aeroportul Dukuduku (IATA: DUK, ICAO: FADK) este un aeroport din Africa de Sud.
aeroportul dispune de o singură pistă.